# 鹿児島県立国分高等学校
鹿児島県立国分高等学校（かごしまけんりつ こくぶこうとうがっこう）は、鹿児島県霧島市国分中央二丁目にある県立の高等学校。

## 設置学科
- 普通科
  - 学区制度のため、学区外に所在する生徒が一般入試で受ける場合は、10%枠と呼ばれる学区外の枠で受けなければならない。
- 理数科
  - 学区制度は適用されず、10%枠の規制はない。課題研究で毎年大きな成果を上げており、SSH指定校にもなっている。

## 沿革
- 1913年4月 - 姶良郡立国分実科高等女学校として開校。
- 1920年9月 - 姶良郡高等女学校に改称。
- 1923年4月 - 鹿児島県に移管、鹿児島県立国分高等女学校に改称。
- 1948年4月 - 鹿児島県立国分高等学校となる。
- 1948年5月 - 校章制定。
- 1955年2月 - 校歌制定。
- 1960年9月 - 校旗制定。
- 1962年2月 - 新校舎へ移転。
- 1963年10月 - 体育館竣工。
- 1967年2月 - 武道館竣工。
- 1969年9月 - プール竣工。
- 1972年3月 - 弓道場竣工。
- 1975年1月 - 第二グラウンド竣工。
- 1990年3月 - 芸術棟竣工。
- 1993年9月 - 弥生時代の銅鏡破片が発見される。
- 1994年11月 - 新体育館竣工。
- 1995年3月 - 理数科棟竣工。
- 2002年2月 - 教室棟耐震補強工事完工。
- 2003年1月 - 管理等耐震補強工事完工。
- 2016年6月 - 校舎改築に向けて敷地内整備中に、歴史的価値のある土器などが出土。
- 2018年 - 文部科学省よりスーパーサイエンスハイスクールに指定される（2018年度～2022年度）[1]。

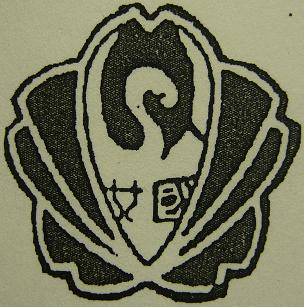
国分高等女学校校章

## 主な卒業生
- 赤木誠（元毎日放送アナウンサー）
- 楠元香代子（彫刻家、崇城大学名誉教授、鹿児島市立美術館第16代館長）
- 下川正晴（ジャーナリスト・ルポライター）
- 松下龍二（パナソニック ホームズ社長、プレハブ建築協会副会長）
- 山口英樹（消防庁次長、日本防火・危機管理促進協会理事長）